# Застава Пољске
Застава Пољске је правоугаоног обилка, подељена на две хоризонталне пруге: белу горњу и црвену доњу. Државне боје Пољске (бела и црвена) потичу од пољског грба – белог орла са круном на црвеном пољу.

## Историја
По први пут пољска застава је кодифицирана уредбом Сејма Пољског краљевства 7. фебруара 1831. године.
После поновног стицања независности заставу је подржао Сејм обновљене Пољске 1. августа 1919. године. У уставу стоји : „За боје Републике Пољске признају се бела и црвена боја у уздужним хоризонталним пругама, од којих је горња – бела, а доња – црвена.”

### Државна застава са грбом
Од 1955. године две врсте застава у Пољској су називане „државна застава”. Сем горе описане бело-црвене заставе постоји и застава са грбом Пољске на белом правоугаонику звана „државна застава са грбом”.
Ова застава је такође установљена 1919. године, и у почетку је била предвиђена за пољске дипломате и кандидате као и за трговачке бродове. 
Тренутно заставу са грбом користе (8. члан устава):
- дипломатски представници, конзуларни уреди као и остала званична представништва и мисије ван граница пољске
- цивилни аеродроми и полетно-слетне стазе,
- цивилни авиони за време лета ван граница Пољске,
- капетани лука - на зградама, или испред зграда које су њихово седиште.

### Дан заставе Републике Пољске
Од 2004. године, 2. мај је дан Заставе Републике Пољске.

## Конструкција и размере
Застава је правоугаоник са пропорцијама 5:8 подељен на две водоравне пруге - белу и црвену.

### Нијансе црвене боје на застави
Устав из 1919. године није назначио која нијанса црвене треба да се користи. Тек две године касније појавила се брошура изата од Министарства Војних послова „Грб и боје Републике Пољске” са бојама државних ознака. Црвенба боја је имала тамну нијансу. Ипак по захтеву председника Пољске је 13. децембра 1927. године нијанса црвене је промењена на светтлију. Нова боја је почела да се користи 28. марта 1928. године. Та боја је остала на застави све до 1980. године.

### Сличне заставе
Идентична је заставе немачке покрајине Тирингија.

Сличне заставе: Чилеа, Чешке, Гибралтара, Гренланда, Индонезије, Монака, Сингапура, Тексаса и Тарту (град у Естонијии).